# Lil Rob
Lil Rob, de son vrai nom Roberto Flores, né le 21 septembre 1975 à San Diego en Californie, est un rappeur, producteur et acteur américain d'ascendance mexicaine. Il lance sa carrière de rappeur avec un premier album, Crazy Life, au début des années 1990. Au long de sa carrière, Lil Rob collabore avec les rappeurs chicanos Mr. Shadow, Mr. Sancho, et OG Spanish Fly, et des rappeurs notoires comme Paul Wall, The Game, E-40 et Pitbull. En mars 2010, des rumeurs circulent sur Internet selon lesquelles Lil Rob serait décédé, des rumeurs par la suite contestées et démenties.

## Biographie
Lil Rob est né et élevé à La Colonia, Eden Gardens, un quartier hispanique près de Solana Beach. Au début des années 1990, il commence à rapper sous le nom de Lil Rob and the Brown Crowd, et enregistre un single intitulé Oh, What a Night in the 619. Bien que le single n'ait atteint aucun classement, il sera inclus dans le premier album de Rob, Crazy Life sous le titre Oh, What a Night. En 1994, alors qu'il n'a que 18 ans, il reçoit une balle dans la mâchoire et a le menton déchiqueté. Cet événement l'amène progressivement à renoncer à toute affiliation à un gang et à appeler à la brown pride (littéralement « fierté marron ») et à l'unité entre tous les chicanos.
Au long de sa carrière, Lil Rob collabore avec les rappeurs chicanos Mr. Shadow, Mr. Sancho, et OG Spanish Fly, et des rappeurs notoires comme Paul Wall, The Game, E-40 et Pitbull. Lil Rob et Mr. Shadow étaient membres d'un groupe appelé The Mayhem Click. Le nombre douze et dix-huit, tatoués sur ses bras, représentent les valeurs numériques des lettres L et R, qui sont les initiales de Lil Rob. Ce chiffre était utilisé par Lil Rob au temps où il était taggeur. En 2002, Rob signe chez Upstairs Records après être passé par de nombreuses maisons indépendantes. Il y trouve le succès avec la publication de son album Twelve Eighteen, Pt. 1 contenant le single Summer Nights qui sera diffusé à l'échelle nationale. Summer Nights atteint la 36e place du Billboard Hot 100 et la 13e place des Hot Rap Tracks. Le single qui suit, Bring Out the Freak in You, atteint la 85e place du Hot 100, et la 20e place des Hot Rap Tracks. Ce succès l'amènera à jouer dans le film Dirty de Cuba Gooding, Jr. (2005) et dans Big Stan de Rob Schneider (2007). Il restera chez Upstairs pendant plusieurs années. 
Le 29 juin 2007, Lil Rob fait sa toute première apparition à l'étranger, à Okinawa au Japon. En 2008, il publie son neuvième album Twelve Eighteen, Pt. 2, qui comptera 4 922 exemplaires écoulés en fin octobre la même année. En 2009, il publie son nouvel album, Love and Hate. En mars 2010, des rumeurs circulent sur Internet selon lesquelles Lil Rob serait décédé, des rumeurs par la suite contestées et démenties. Le 27 mars 2014, Lil Rob publie R.I.P. Recording In Progress (Deluxe Version). L'album suit d'une mixtape intitulée Streetz Walk en novembre 2014.

## Discographie

### Albums studio
- 1997 : Crazy Life
- 1999 : Natural High
- 2000 : Still Smokin
- 2002 : The Album
- 2002 : The Last Laff EP
- 2001 : Can't Keep a Good Man Down
- 2004 : Neighborhood Music
- 2005 : Twelve Eighteen, Pt. 1
- 2007 : High Till I Die Spécial Édition
- 2008 : Twelve Eighteen, Pt. 2
- 2009 : Love and Hate
- 2010 : (Lil Rob's) Oldie Collection
- 2014 : R.I.P. Recording In Progress (Deluxe Version)

### Mixtapes
- 2007 : Uncut for the Calles: Mextape Vol. 1
- 2011 : Everything to Me
- 2012 : It's My Time
- 2014 : Streetz Walk

### Albums de remixes
- 2000 : DJ Supermix
- 2003 : High Till I Die Remix 2000
- 2004 : The Best of Lil Rob and Mr. Sancho: Super Mega Mix

### Compilations
- 2004 : Greatest Hits Non Stop
- 2005 : Gangster Classics
- 2005 : Instrumentals
- 2008 : The Best of Lil Rob Volume 1